# NGC 54
NGC 54 је спирална галаксија у сазвежђу Кит која се налази на NGC листи објеката дубоког неба.
Деклинација објекта је - 7° 6' 24" а ректасцензија 0h 15m 7,6s. Привидна величина (магнитуда) објекта NGC 54 износи 13,7 а фотографска магнитуда 14,6. NGC 54 је још познат и под ознакама MCG -1-1-60, PGC 1011.